# Banska Selnica
Banska Selnica is een plaats in de gemeente Karlovac in de Kroatische provincie Karlovac. De plaats telt 122 inwoners (2001).